# Ozius hawaiiensis
Ozius hawaiiensis är en kräftdjursart som beskrevs av M. J. Rathbun 1902. Ozius hawaiiensis ingår i släktet Ozius och familjen Menippidae. Inga underarter finns listade i Catalogue of Life.